# Batalla de La Garrapata
La Batalla de La Garrapata fue un enfrentamiento militar librado en el contexto de la guerra civil de 1876 entre liberales y conservadores a fines de noviembre de 1876 por el control del Estado Soberano del Tolima. 

## Antecedentes
Tras el éxito liberal en la batalla de Los Chancos (31 de agosto de 1876) las tropas liberales se hicieron con el control de la mayor parte de Tolima, forzando a los conservadores a retroceder al vecino Estado Soberano de Antioquia. Fortificando posiciones en Manizales para detener el avance del victorioso general liberal Julián Trujillo, mientras una columna conservador al mando del general Vélez fue enviada a reconquistar Tolima donde la mayoría de las posiciones conservadoras habían caído ante el avance liberal de los generales Gabriel Reyes, Daniel Delgado y Antonio Dussán dejándolas reducidas a guerrillas. El plan conservador era que una vez conseguida la recuperación de Tolima se podría atacar el centro del país, incluyendo la capital, Santa Fe de Bogotá.
Se debe tener en cuenta que las tropas liberales tenían bajo su poder una ametrallador más que el rival, poseían mejores armas y las conformadas principalmente por tropas regulares, muy distintas a las de sus enemigos cuya ventaja principal era su superioridad numérica y el haber elegido el campo de batalla, una llanura llamada La Garrapata. De ser vencidos podían fácilmente retroceder hacia Antioquia por un camino muy abrupto donde les sería sencillo detener a cualquier persecutor.
Al este de la llanura, a orillas del río Cuamo los rebeldes establecieron su campamento. Al oeste de esta había una columna de abrupta pendiente de trescientos metros de largo que fue fortificada con parapetos, fosos, trincheras, una ametralladora, un cañón y una división completa de combate. Al frente de la colina se ubicó una división como reserva y delante de esta otra más sin fortificación que la resguardaran. Desde un pueblo cercano llamado Zúñiga en el centro de la llanura hasta el Cuamo se construyó una zanja en zigzag y desde el pueblo a la colina una trinchera en línea recta. El general Vélez comandaba el ala izquierda, el general Joaquín María Córdova el centro y el general Antonio Basilio Cuervo.
Las tropas liberales llegaron a La Garrapata decididos a detener el avance de sus enemigos. El general Acosta organizó sus fuerzas: su ala izquierda de 1.755 hombres al mando del general Sergio Camargo y su derecha de 1.338 en dos columnas al mando de los generales Antonio Dussán y José Vezga (orden establecido por el general Gabriel Reyes) y 1.375 soldados de reserva listos para actuar cuando fuera necesario.

## La batalla
Al llegar al campo de batalla el 19 de noviembre Acosta ordenó un ataque contra las posiciones, se organizaron tres columnas para atacar frontalmente las posiciones enemigas mientras otra intentaría apoderarse de la colina. Tras muchas horas de lucha lograron tomar las primeras líneas conservadoras mientras que la batalla debido a su extensión forzó a Acosta a utilizar la totalidad de sus fuerzas.
En la madrugada siguiente, una columna al mando del general Pedro Sarmiento cruzó Cuamo y asalto el pueblo de San Felipe en un intento de flanquear al enemigo. Tras diez horas de lucha fue rechazado por un contraataque lanzado por los rebeldes. Tras esto los conservadores atacaron con su caballería el ala derecha enemiga pero fueron rechazados. Después de esto optaron por retirarse a su segunda línea de defensas, la batalla se suspendió al finalizar la tarde.
El día 21 se produjeron tiroteos menores entre ambos bandos pero durante la noche los conservadores intentaron recuperar sus antiguas posiciones siendo rechazados ocho veces por los liberales.
En la jornada siguiente ambos bandos se dieron cuenta de que sería infructuoso cualquier ataque por lo que permanecieron en sus trincheras. Viendo que cualquiera fuera el resultado de la batalla sería demasiado costoso para ambos bandos los comandantes decidieron empezar a negociar.

## La tregua
El general Acosta propuso una tregua para recoger a los muertos y heridos, algo que fue inicialmente rechazado por Vélez pero que terminó aceptando. Una tregua de tres días fue acordada. El día 25, fecha en que debía acabar fue acordada una nueva tregua de 16 días iniciándose en la jornada siguiente.

## Consecuencias
Unos 1.490 soldados murieron en la batalla misma además de 190 en los hospitales. Se intentaron continuar las negociaciones pero estas fracasaron. 
Los conservadores vieron fracasada su campaña al interior del país pero aún contaban con numerosos recursos e importantes apoyos por lo que decidieron continuar la guerra, lanzando nuevas ofensivas. 
Los liberales en tanto consientes de su relativo éxito se prepararon para lanzar sus fuerzas contra Antioquia, cercarla y tomarla, y acabar con los últimos bastiones y guerrillas rebeldes en el resto del país.